# دیابلو ۴
دیابلو ۴ (انگلیسی: Diablo IV) یک بازی ویدئویی آنلاین در سبک هک اند اسلش و نقش‌آفرینی اکشن است که توسط بلیزارد انترتینمنت و در پلت‌فرم‌های پلی‌استیشن ۴، پلی‌استیشن ۵، ایکس‌باکس وان، ایکس‌باکس سری اکس/اس، و مایکروسافت ویندوز در ۵ ژوئن ۲۰۲۳ منتشر شد. این بازی چهارمین نسخه از مجموعه بازی‌های دیابلو به‌شمار می‌رود و نخستین مرتبه در بلیزکان ۱ نوامبر ۲۰۱۹ معرفی شد مناطقی از بازی همچون سیاهچال‌ها، همانند سری‌های قبلی دیابلو هستند. در بازی دیابلو ۳، امکان انتخاب جنسیت‌های مختلف برای کارکترها وجود داشت و در قسمت جدید و در دیابلو ۴، امکانات شخصی‌سازی بیشتری برای ظاهر کارکتر منظور گردیده‌است، همانند انتخاب پرتره اختصاصی کارکتر یا تعیین رنگ پوست.